# Saint-Jacques-des-Guérets
Saint-Jacques-des-Guérets è un comune francese di 96 abitanti situato nel dipartimento del Loir-et-Cher nella regione del Centro-Valle della Loira.

## Società

### Evoluzione demografica
Abitanti censiti